# Festa del mandorlo in fiore
La festa del mandorlo in fiore è una festa popolare della città di Agrigento che, come vuole la tradizione, si ripete ogni anno all'inizio del mese di marzo e ha una durata di una settimana circa. L'obiettivo è quello di festeggiare l'arrivo della primavera con il rifiorire dei mandorli e di gioire per il ritorno della vita. Numerosi gruppi folkloristici arrivano ad Agrigento da ogni parte del mondo per prenderne parte. Infatti, nel corso degli anni, la festa ha accresciuto il proprio significato culturale mandando messaggi di pace a tutte le popolazioni.
La manifestazione comincia con una visita, al tramonto, alla Valle dei Templi e prosegue con l'accensione della "fiaccola dell'amicizia" davanti al tempio della Concordia. L'avvenimento più importante della sagra si ha durante la chiusura, quando i gruppi folkloristici sfilano con i carretti siciliani e le bande musicali dalla città alla Valle dei Templi. Inoltre, un'esibizione artistica conclusiva viene svolta sempre ai piedi del tempio della Concordia mentre si può assistere alla cerimonia di assegnazione del Tempio d'oro che viene consegnato da una giuria internazionale ai gruppi che hanno danzato e cantato meglio e a chi ha il costume tradizionale migliore.
Ogni anno vengono organizzate parecchie altre iniziative collaterali, come ad esempio "miss primavera", che premia la ragazza più bella tra i vari gruppi e il balcone fiorito più bello della Via Atenea, la via principale di Agrigento. Inoltre, recentemente sono stati assegnati nuovi premi, come quello di "Gian Campione" e "Casesa", due pilastri del folklore agrigentino morti qualche anno fa. Un altro trofeo, il "Criscenzo", viene consegnato durante il festival dei bambini del mondo.
Nel periodo in cui si svolge la sagra, vengono realizzate anche delle mostre e delle degustazioni della mandorla con lo scopo di pubblicizzare questo prodotto tipico siciliano.

## Il mito del mandorlo in fiore
Il mito, scritto da Omero, racconta della fioritura del mandorlo. Essa sarebbe collegata alla storia d'amore di Acamante e Fillide. Il primo andò a combattere la guerra di Troia al fianco degli Achei. Durante i dieci anni di guerra, Fillide non smise di aspettare il proprio amato ma, una volta conquistata la città di Troia e terminata la guerra, i greci cominciarono a tornare a casa. Tra i superstiti che fecero ritorno non ci fu Acamante e Fillide cominciò a pensare che fosse morto in guerra. Dunque, non vedendolo più tornare, la principessa morì disperata perché rimasta senza il suo amato.
La dea Atena, toccata dalla morte di Fillide, decise di farla diventare un albero di mandorlo. Acamante, però, tardò a ritornare per un blocco alla nave e, quando venne a sapere della morte della sua amata e del fatto che era un mandorlo, andò verso l'albero e l'abbracciò. Così, il mandorlo fiorì, come se volesse stringerlo a sé.

## Storia
La Sagra compare per la prima volta nel 1937 a Naro. Essa è stata la realizzazione di un sogno del conte Alfonso Gaetani, il quale l'ha desiderata ardentemente per far conoscere alla gente i prodotti tipici siciliani. Tutto questo ha luogo in un periodo dell'anno in cui il clima è mite, anche se non è ancora primavera, e il paesaggio è quello primaverile caratterizzato dai mandorli che mostrano a tutti il loro splendido frutto. Tuttora la Sagra viene celebrata regolarmente anche a Naro nello stesso periodo agrigentino, conservando la sua origine folkloristica.
Nel 1941 ha un'interruzione, dovuta al fatto che si sta combattendo la seconda guerra mondiale. La sagra riprende nel 1948 e a partire da adesso viene tenuta ogni anno con una certa regolarità e con delle forme caratterizzate da un numero di eventi che aumenta con il passare del tempo.
Nel 2020 ha un'altra interruzione, sia a Naro che ad Agrigento, dovuta all'emergenza COVID-19 nuovo coronavirus scoppiato in Italia a metà del mese di febbraio.
Dal 1954 la festa vede anche lo svolgersi del festival internazionale del folklore, spettacolo che spinge vari gruppi folkloristici del posto e dell'intera Europa a viaggiare per prenderne parte. Dal 1966 questi gruppi non sono solo locali ed europei, ma arrivano anche da altre parti del mondo. Dal 1956, dopo essere stata eseguita per la prima volta, la tradizionale accensione del tripode dell'amicizia viene ripetuta ogni anno.
Inoltre, nel 1966, la sagra viene improvvisamente interrotta perché colpita dal drammatico avvenimento della frana di Agrigento.

## Curiosità
Nel 2011, nel corso dell'edizione numero sessantasei della Sagra e durante il festival "Cubaita della Concordia", un gruppo di pasticcieri crea il torrone più lungo che sia mai esistito, con una lunghezza di 660 metri. Per la preparazione sono serviti 1500 chili di mandorle e 1000 di zucchero. Il dolce viene, poi, mostrato al pubblico davanti al tempio della Concordia, luogo in cui viene premiato l'organizzatore Giovanni Parisi e il coordinatore dell'équipe di pasticcieri che lo ha realizzato, e questo mandorlato entra a far parte del catalogo del "Guinness World Records".
Nel 2016, nel corso dell'edizione numero settantuno della Sagra e durante il sessantunesimo Festival internazionale del folklore, un gruppo di pasticcieri crea la torta di frutta più lunga del mondo, con una lunghezza di 606 metri e quasi tre tonnellate di peso. Per la preparazione sono serviti: sedici quintali di crema chantilly all'italiana; cinquemilatrecento uova; cinquecentoventi rettangoli di pan di Spagna; cinquecento chilogrammi di farina e una tonnellata di zucchero; mille litri di latte; cinquecento litri di panna fresca e centocinquanta di sciroppo di acqua e zucchero all'aroma di arancia; trecento chili di kiwi suddivisi in trentamila fettine; sessanta cassette di arance in sedicimilaottocento fette; cinquanta chili di granella di mandorle tostate. Il dolce viene, poi, mostrato al pubblico al Viale della Vittoria (Agrigento), luogo in cui viene premiato l'organizzatore e il coordinatore dell'equipe di pasticcieri che lo ha realizzato. Anche questa torta viene inserita nel Guinness World Records.
Uno dei brani più cantati, suonati e ballati dal gruppo folcloristico di Agrigento è la Schiacciata di li mennuli ("la schiacciata delle mandorle"). La canzone, scritta dal musicista e poeta agrigentino Michele Pisciotto, rievoca la raccolta e le varie fasi della lavorazione delle mandorle.